# Torcuato Fernández-Miranda
Torcuato Fernández-Miranda y Hevia (Gijón, 10 de noviembre de 1915- Londres, 19 de junio de 1980), i duque de Fernández-Miranda, fue un político y jurista español, conocido por su papel durante los últimos años de la dictadura franquista y por haber sido profesor de Derecho Político de Juan Carlos I. 
Es considerado como un estratega del proceso de transición a la democracia en España, y uno de sus tres artífices, junto a Juan Carlos I y Adolfo Suárez. Desempeñó de forma interina la presidencia del Gobierno en diciembre de 1973, tras el asesinato de Luis Carrero Blanco hasta la asunción de Carlos Arias Navarro.

## Biografía

### Primeros años y franquismo
Los padres de Torcuato, Manuel Fernández-Miranda y Candela Hevia, vivieron en Gijón; ambos pertenecían a la pequeña burguesía asturiana, trabajando él como empleado del Ferrocarril de Langreo y ella, aunque estudió Magisterio, dedicada a la educación de sus diez hijos.
Sus primeros años transcurrieron en Asturias. Estudió en el Colegio de la Inmaculada de Gijón, para después cursar el Bachillerato en el Instituto Jovellanos. En 1932 ingresó en la Facultad de Derecho de la Universidad de Oviedo. Los estudios se truncaron por la Guerra Civil, y combatió como alférez provisional del bando sublevado en la batalla del Ebro. Sus inquietudes políticas ya eran evidentes en esa época, pues a los dos años de ingresar en la universidad ya presidía la Asociación de Estudiantes Católicos y en el último curso era jefe del Sindicato de Estudiantes Universitarios.
En 1940 se licenció con Premio Extraordinario de Carrera, se trasladó a Madrid para cursar el doctorado y posteriormente obtuvo una plaza de catedrático de Derecho Político. En los años 1940 votó a favor de Enrique Tierno Galván en el tribunal de oposiciones, donde se le concedió la cátedra, reconociendo así su labor académica. En 1946 se casó con la gijonesa Carmen Lozana Abeo, hija de un conocido industrial de la ciudad. Aunque la familia vivía en Oviedo, Carmen se desplazaba a Gijón en sus períodos de gestación, de forma que seis de sus hijos nacieron en la ciudad costera y dos en Madrid. Torcuato, además de ostentar la cátedra, estuvo al frente del Colegio Mayor Valdés Salas hasta 1951, año en el que publicó un amplio estudio filosófico llamado El concepto de lo social y otros ensayos.
Ejerció como rector de la Universidad de Oviedo entre 1951 y 1953.Siendo en esos momento el rector más joven de la nación, su nombre comenzó a ser conocido en los medios políticos. Torcuato Fernández-Miranda se inició en política, ya que el cargo de rector le otorgaba el cargo implícito de procurador en las Cortes franquistas, así como fue miembro del Consejo Provincial de la Falange en Asturias y director de la Sección de Problemas Contemporáneos de la Universidad Internacional Menéndez y Pelayo. En 1954, siendo Joaquín Ruiz-Giménez ministro de Educación Nacional, fue nombrado director general de Enseñanzas Medias. Dos años más tarde fue nombrado director general de Enseñanza Universitaria, cargo que ejerció de 1956 a 1962. En esos años publicó otras obras de temas sociales, como Concepto de la situación social y El hombre y la sociedad. 
A finales de la década de 1950 Tierno Galván pertenecía a una organización mayoritariamente monárquica llamada Unión Española, pero quería también contribuir a estrechar los vínculos entre los grupos antifranquistas dentro y fuera de España. Con ocasión de encontrarse Tierno Galván en Madrid en los inicios del curso 1960-1961, Torcuato Fernández-Miranda, en calidad de director general de Enseñanzas Universitarias, le llamó para comunicarle que quedaba suspendido de empleo y sueldo como catedrático en virtud de una disposición de diciembre de 1957 por la que se permitía suspender a los funcionarios sometidos a proceso (Tierno lo estaba). Como la suspensión le había sido comunicada de manera oral y no escrita, Tierno protestó declarando su nulidad y entonces Fernández-Miranda le amenazó con ser reo de delito de rebelión militar si se trasladaba a Salamanca y allí se producían incidentes. Aunque no pudo conseguir por escrito el comunicado, por consejo de su amigo y compañero de profesión Manuel Fraga, Tierno decidió impartir clases como profesor invitado en la Universidad de Princeton, en Estados Unidos, y volvió a ser catedrático en la Universidad de Salamanca en 1962. Ese mismo año abandonó la Unión Española.Aunque en el mundo académico se desconocía la razón del proceso de Tierno, su situación despertó la solidaridad de varios profesores. Estos calificaron como «hecho sobremanera grave» la «discriminación académica del cuerpo docente» en una carta de 1960 firmada por Aranguren, Laín Entralgo, Terán, Dámaso Alonso y otros. Esta era la segunda carta de protesta firmada por académicos (la primera fue en 1956) y posteriormente vendrían otras.
En 1962 Torcuato regresó brevemente a su cátedra en la universidad ovetense, pues el entonces ministro de Trabajo Jesús Romeo Gorría le reclamó para ocupar el recién creado Departamento de Promoción Social, en el que permaneció hasta 1966. Durante su mandato se creó el servicio de Promoción Profesional Obrera (PPO), antecedente de los cursos de formación profesional para la población trabajadora. Posteriormente ocupó la Dirección de la Delegación Nacional de Cultura, cargo para el que fue nombrado por José Solís Ruiz, entonces ministro Secretario General del Movimiento. Durante esos años preparó además las oposiciones a la cátedra de Derecho Político de la Universidad Complutense, y aunque las ganó, nunca ejerció dicha cátedra, ya que fue nombrado procurador en Cortes y consejero nacional por designación directa de Franco.
En 1969 fue designado para ser el ministro-secretario general del Movimiento, el partido único del régimen franquista, cargo que ocupó hasta 1974 y desde el que intentó llevar a cabo una reforma legislativa y un cambio en la política del gobierno para adaptarlo a las corrientes democráticas del mundo occidental. Desde 1969, fue profesor de Derecho Político, mentor y consejero del entonces príncipe Juan Carlos, que ya había sido nombrado anteriormente «sucesor en la jefatura del Estado con el título de rey». Este período final del franquismo fue un período de creciente conflictividad social, al que la dictadura respondió con represión, y en el cual algunos políticos se habían dado cuenta de la difícil supervivencia del régimen cuando muriera el dictador. Esto llevó a Fernández-Miranda a plantear como salida la adopción del Estado de las «asociaciones políticas» como vehículos de participación ciudadana. El proyecto se vio abortado con el asesinato de Luis Carrero Blanco en 1973 y el ascenso de Carlos Arias Navarro.
Durante el breve período en el que Luis Carrero Blanco ejerció la presidencia del gobierno, Torcuato Fernández-Miranda ejerció el cargo de vicepresidente, compaginando el cargo con el de ministro-secretario general del Movimiento, y tuvo que intervenir en las fricciones que se produjeron entre los sectores más aperturistas y los más reaccionarios y contrarios a ningún cambio en los Principios Fundamentales del Movimiento. Torcuato mantuvo que era preciso instrumentalizar por medio de la ley vigente los mecanismos necesarios para ir a un futuro político sin traumas, ideas resumidas en su frase: «Hay que ir de la ley a la ley, a través de la ley».
Tras el asesinato de Carrero Blanco por ETA el 20 de diciembre de 1973, Fernández-Miranda pasó a ejercer la presidencia del gobierno de forma interina durante once días. Fue uno de los principales candidatos a suceder a Carrero Blanco en la Presidencia del Gobierno, pero su declarada independencia política (no formaba parte de ninguna de las «familias» del régimen) y la proximidad de Carlos Arias Navarro, antiguo alcalde de Madrid, a la esposa, Carmen Polo, y al yerno del general Franco, Cristóbal Martínez-Bordiú, hizo que la balanza se inclinara en favor de este, pese a que, como ministro de Gobernación en el momento del atentado, fue criticado por su incompetencia.
Torcuato fue nombrado en enero de 1974 presidente del Banco de Crédito Local, entidad de crédito oficial dependiente del Ministerio de Hacienda, desempeñando el cargo hasta la muerte de Franco en noviembre de 1975. Quedó de esta manera alejado momentáneamente de la primera línea de la vida política. En este tiempo publicó su última obra literaria de amplio contenido Estado y Constitución.
Tras la muerte de Franco, Fernández-Miranda fue consultado por el nuevo rey sobre sus preferencias en cuanto a ser nombrado presidente del Gobierno o presidente de las Cortes. Su respuesta fue:

Majestad, el animal político que llevo dentro me pide la presidencia del gobierno, pero creo que le seré más útil desde la presidencia de las Cortes

[cita requerida]
Es, pues, nombrado presidente de las Cortes, cargo que llevaba aparejada la Presidencia del Consejo del Reino, sucediendo a Alejandro Rodríguez de Valcárcel. Desde esta posición pudo orientar al rey acerca de los entresijos del sistema político posfranquista controlando y desmontando, desde dentro, los resortes de poder que todavía tenía el llamado «búnker».

### Transición a la democracia
El 30 de octubre de 1975 el entonces príncipe Juan Carlos asume la Jefatura del Estado de forma interina. El 13 de noviembre Carlos Arias Navarro, presidente del gobierno por mandato de Franco, presenta su dimisión al príncipe sabiendo que este no la aceptaría. De esta forma, Arias Navarro demostraba su poder frente al nuevo Jefe del Estado.
A la muerte del general Franco, el 20 de noviembre, el príncipe Juan Carlos de Borbón es proclamado rey de España el 22 de noviembre de 1975.
La periodista y "cronista" de la Transición Pilar Urbano, realiza el siguiente análisis:

Muerto Franco se abrían dos caminos: ruptura o reforma. Los rupturistas querían liquidar el armatoste estatal de inmediato, la dictadura al basurero, y edificar con una nueva planta. Podía ser rápido, como una demolición, aunque con riesgos imprevisibles. [...] El rey, en cambio, prefería una reforma serena, un paso a paso atemperado, sin acrobacias temerarias. [...] Torcuato se lo había explicado cien veces. Las Leyes Fundamentales no solo eran modificables, sino derogables.

Arias Navarro no deseaba dimitir, argumentando que el nombramiento por Franco para ser presidente del gobierno era para cinco años y que expiraba en 1979.
El rey no creía tener poder suficiente para cesar al presidente del gobierno, Carlos Arias Navarro. No obstante, el 28 de noviembre le propone incluir a Torcuato en la terna para el Consejo del Reino. Arias se siente seguro y acepta la petición del Rey. Arias contribuiría a que el Consejo del Reino lo pusiera en la terna porque conocía las buenas relaciones entre Torcuato y el rey y pensaba que, si Torcuato se quedaba allí posicionado, no habría de preocuparse de que le sustituyesen por él en la presidencia del Gobierno.
El 1 de diciembre se reunió el Consejo del Reino para elaborar la terna de nombres entre los cuales Juan Carlos debía escoger al nuevo presidente de las Cortes. La reunión, presidida por Manuel Lora Tamayo, duró unas 4 horas. Tras la reunión, Valentín Silva Melero le comunicó a Torcuato que todo había salido bien. El 2 de diciembre José Antonio Girón de Velasco se reunió con Fernández-Miranda y le transmitió que el rey no podía actuar como Franco y que Carlos Arias debía de seguir en su cargo. El 3 de diciembre Fernández-Miranda juró en el Palacio de la Zarzuela el cargo de presidente de las Cortes y del Consejo del Reino y, posteriormente, toma posesión de su cargo en el Salón de los Pasos Perdidos de las Cortes. En el discurso de su toma de posesión dijo:

Somos lo que Dios y nuestros padres han puesto en nosotros. Somos lo que la propia psicología, biología y personalidad nos aporta. Pero somos, sobre todo, lo que hacemos. Me siento absolutamente responsable de todo mi pasado. Soy fiel a él. Pero no me ata, porque el servicio a la patria y al Rey es una empresa de futuro. La clave de mi comportamiento será servir a España en la persona del Rey. Tiempo habrá para las palabras, las ideas y las acciones.

Torcuato era partidario de reformar las Leyes Fundamentales del Reino mediante sus propias disposiciones para llegar así a la democracia evitando vacíos legales; con sus palabras, ir "de la ley a la ley a través de la ley". Torcuato escribió:

No un pequeño caudillo sino un gran Rey

No romper, ir de una situación a otra desde la ley

No ruptura, reforma desde la Ley de Sucesión, 2/3 y referéndum

Integrar a la izquierda

La idea de Torcuato Fernández-Miranda era establecer un sistema con dos partidos políticos, uno conservador y otro de tipo más liberal, y que en su opinión podía ser el Partido Socialista Obrero Español (histórico) que presidía Rodolfo Llopis, y que se caracterizaba por ser más moderado que el PSOE Renovado del interior, encabezado desde 1974 por Felipe González, Alfonso Guerra, Javier Solana y Enrique Múgica, tras la escisión del Congreso de Suresnes.
Arias Navarro recibió el encargo de Juan Carlos I de renovar el Consejo de Ministros. Con el beneplácito del monarca, Torcuato Fernández-Miranda acudió a la casa de Arias Navarro, conocida como La Chiripa, para discutir de los nuevos ministros y le propuso que la cartera de ministro del Movimiento fuese para Adolfo Suárez González. Suárez, en su origen, había sido apadrinado en la política por Fernando Herrero Tejedor, que había sido también secretario general del Movimiento.
Buscando acelerar las reformas, Fernández-Miranda creó una comisión mixta integrada por miembros del Gobierno y del Consejo Nacional del Movimiento. Se trató de algo atípico porque el gobierno era el que legislaba y la cámara la que ejecutaba. En ese momento Adolfo Suárez era ministro-secretario general del Movimiento y, a la vez, procurador en Cortes y consejero nacional.
El 2 de marzo de 1976 Torcuato Fernández-Miranda reunió en la Zarzuela al Consejo del Reino por primera y última vez. El objetivo era dar a conocer a las Cortes, al Consejo Nacional y al Gobierno que su negativa u obstrucción a la reforma política podía ser fácilmente salvada por el rey recurriendo a un referéndum nacional.
Arias Navarro estaba disgustado porque las medidas económicas del ministro Villar Mir llevaban ya dos semanas en las Cortes y era preciso aprobarlas. Arias planteaba pedirle a Juan Carlos I gobernar a golpe de Decreto Ley y que su primer decreto fuera disolver las Cortes. Esto hubiera creado un gobierno sin Cortes ni partidos libremente constituidos, con un rey al servicio del gobierno. Para evitarlo, Fernández-Miranda decidió aplicar a las leyes tramitadas por las Cortes el procedimiento de urgencia. El 7 de mayo reunió a las Cortes para explicarles, y defender ante ellas, el procedimiento de urgencia para tramitar las leyes. Este se publicó en el Boletín Oficial del Estado el 23 de abril. Este establecía unos tiempos para debatir y enmendar las leyes y potenciaba el papel del Presidente de las Cortes.
El 7 de abril de 1976 Torcuato Fernández-Miranda reunió a la Comisión Mixta Gobierno-Consejo Nacional para proponer una reforma de las Cortes. Esta consistiría en un parlamento bicameral con el Consejo Nacional del Movimiento integrado en el Senado.
Arias era excesivamente inmovilista y ni el rey ni Fernández-Miranda deseaban que continuara siendo presidente del Gobierno. En ese momento Adolfo Suárez se encontraba haciendo una criba en el Movimiento Nacional para lograr candidatos con los que conformar un partido de centro. Fernández-Miranda veía en Suárez un gran candidato a presidente porque Suárez estaba comprometido con principios muy generales, como la libertad de asociación, pero no era intransigente con sus propias ideas y no hacía imposiciones sobre la estructura que debería tener el Estado. El monarca consideraba que Suárez no estaba suficientemente curtido en política, pero por consejo de Torcuato lo incluyó en una lista de posibles presidentes. La lista estaba compuesta por: Areilza, Fraga, López de Letona, Pérez de Bricio, Federico Silva, López Bravo y Adolfo Suárez.
Tras la dimisión, forzada por el rey, de Arias Navarro el 1 de julio de 1976, Torcuato Fernández-Miranda reúne al Consejo del Reino en el Salón de Mariana Pineda del Palacio de las Cortes para elaborar una terna de la cual el rey debía escoger al nuevo Presidente del Gobierno. Eran 16 miembros más el presidente del Consejo, Fernández-Miranda, pero solo habían acudido 15. Cada uno de los 15 elaboró una lista con los posibles candidatos, sumando un total de 32 personajes. Torcuato propuso, a continuación, que de esa lista de 32 se eliminaran 29 con los argumentos que allí se expusieran. Para ello se realizó una votación y el candidato que no obtuviera 8 votos sería suprimido. Así, mediante sistemas de votación libres, fue quedando una lista de 9 miembros. Al final de la jornada se emplazaban para la siguiente, y así el día 3 de julio por la mañana quedaban ya 6 candidatos. En esa jornada quedaron, finalmente, 3 candidatos: Federico Silva, con 15 votos, Gregorio López Bravo, con 13 votos, y Adolfo Suárez, con 12 votos.
Fernández-Miranda, que además de presidirlo tenía voz y voto en el Consejo, "mueve los hilos" a fin de que en la preceptiva terna de candidatos se encontrara Suárez, tal y como deseaban él y el monarca. De ahí las entonces enigmáticas palabras de Fernández-Miranda a la salida de la última sesión del Consejo del Reino, con los tres nombres ya decididos: "Estoy en condiciones de ofrecer al Rey lo que el Rey me ha pedido".
Manuel Fraga consideró que él era mucho más indicado para el cargo que Suárez. Leopoldo Calvo-Sotelo escribió en 1990:

La inclusión de Adolfo Suárez en la terna del Consejo del Reino y su designación por el rey como Presidente del Gobierno (julio de 1976) vinieron a romper brutal e inteligentemente las legítimas y fundadas aspiraciones que Manuel Fraga había puesto en su proyecto centrista: siempre, desde entonces, ha visto aquellas decisiones como un gran error de Torcuato Fernández-Miranda y del Rey.

La estrategia de ir "de la ley a la ley" precisaba una ley puente que fuera clara, breve y sencilla. Para ello, en el verano de 1976 Suárez encargó a los mejores juristas del Estado realizar esbozos que debían ser entregados a Suárez entre el 11 y el 12 de agosto. Los borradores tuvieron estilos tan distintos como sus autores: José Manuel Otero Novas, Miguel Herrero y Rodríguez de Miñón y Eduardo Navarro, con aportaciones puntuales de José Miguel Ortí Bordas, Félix Hernández Gil, Aurelio Menéndez, etc. También se pidió un borrador de la ley al catedrático Carlos Ollero Gómez. No obstante, Suárez no supo qué hacer con tantos borradores y esquemas, por lo que mandó llamar a Fernández-Miranda, que se encontraba en Asturias, para que tomara una decisión de cómo debía ser la ley. Fernández-Miranda recogió todos aquellos documentos y se los llevó a Navacerrada el 21 y el 22 de agosto para estudiarlos. El lunes 23 acudió a su despacho en el Palacio de las Cortes y le entregó su trabajo manuscrito a Juan Sierra para que los pasara a limpio. Luego fue a ver a Suárez al paseo de la Castellana, número 3, y le entregó el documento con una nota que decía: "Aquí te dejo esto que no tiene padre". Es decir, que era fruto del trabajo de muchas personas, de todos y de ninguno.
Tras leerlo, el presidente del gobierno lo trasladó al Consejo de Ministros comentando que creía tener la solución al problema. Ese texto se convirtió en la Ley para la reforma política.
Esta ley, redactada por Torcuato Fernández-Miranda, fue el instrumento legal que permitió desmontar el régimen franquista legalmente con la aprobación de las propias Cortes, nombradas años antes por el general Franco, por lo que también fue conocida como el "hara-kiri franquista". Varios procuradores contrarios a la Ley de Reforma Política fueron extorsionados con dosieres del SECED.
Con la aprobación de la ley, se fijaron también las bases del sistema electoral actual, pactadas entre Suárez y Alianza Popular. Fernández-Miranda, considerando que su labor ya estaba cumplida, presentó su dimisión como presidente de las Cortes ante el monarca y este la aceptó. La dimisión se haría efectiva tras las elecciones del 15 de junio de 1977, que configurarían una nueva asamblea.
El rey lo designó senador en esas Cortes Constituyentes.
En premio a su labor, como símbolo de su mayor respeto y consideración a su antiguo profesor, le concedió el título de duque de Fernández-Miranda. En junio de 1977 le nombró caballero de la Orden del Toisón de Oro, máxima condecoración que concede el rey, que ya había sido concedida a otros políticos españoles de gran relevancia histórica como Antonio Cánovas del Castillo, Práxedes Mateo Sagasta o Antonio Maura.

### Últimos años
Retirado de la política, tras varios desencuentros con Adolfo Suárez, se desplazó a Londres, donde residía su hijo el doctor Enrique Fernández-Miranda Lozana. Durante su estancia en la capital británica sufrió un grave ataque cardíaco y murió el 19 de junio de 1980 en la clínica Saint Mary de Paddington. Sus funerales se celebraron en Madrid, en la iglesia de las RR. MM. Dominicas de Santo Domingo, y fue enterrado en Navacerrada, lugar al que acudía con su familia a pasar sus vacaciones desde 1972.
El 27 de junio tuvo lugar, por orden expresa del rey Juan Carlos I, un acto religioso en la capilla del Palacio Real, con la presencia exclusiva de los miembros de la familia real, de los familiares de Torcuato, el presidente del Senado y el presidente de las Cortes, como "prueba evidente del afecto personal que el propio Rey sentía por quien había sido su maestro y fiel colaborador.
Casado con Carmen Lozana Abeo (1921-2020). El matrimonio tuvo ocho hijos: Santiago, Pilar, Enrique (duque de Fernández-Miranda), Carmen, Fernando, Jesús (1 de febrero de 1955-2 de marzo de 2025), Pablo y Guzmán Fernández-Miranda y Lozana.

### Filmografía
- De la ley a la ley (2017). Directora: Sílvia Quer. Guionista: Helena Medina. Actores: Gonzalo de Castro, Fernando Andina, David Selvas, etc.